# Syrian Air
Syrian Airlines (араб. مؤسسة الطيران السورية‎, действующая как Syrianair) — сирийская авиакомпания, базирующаяся в Дамаске, национальный сирийский авиаперевозчик. Авиакомпания выполняет регулярные рейсы в более чем 50 городов Ближнего Востока, Европы, Азии и Северной Африки. Syrianair — член альянса AACO (Arab Air Carriers Organization).

## Флот

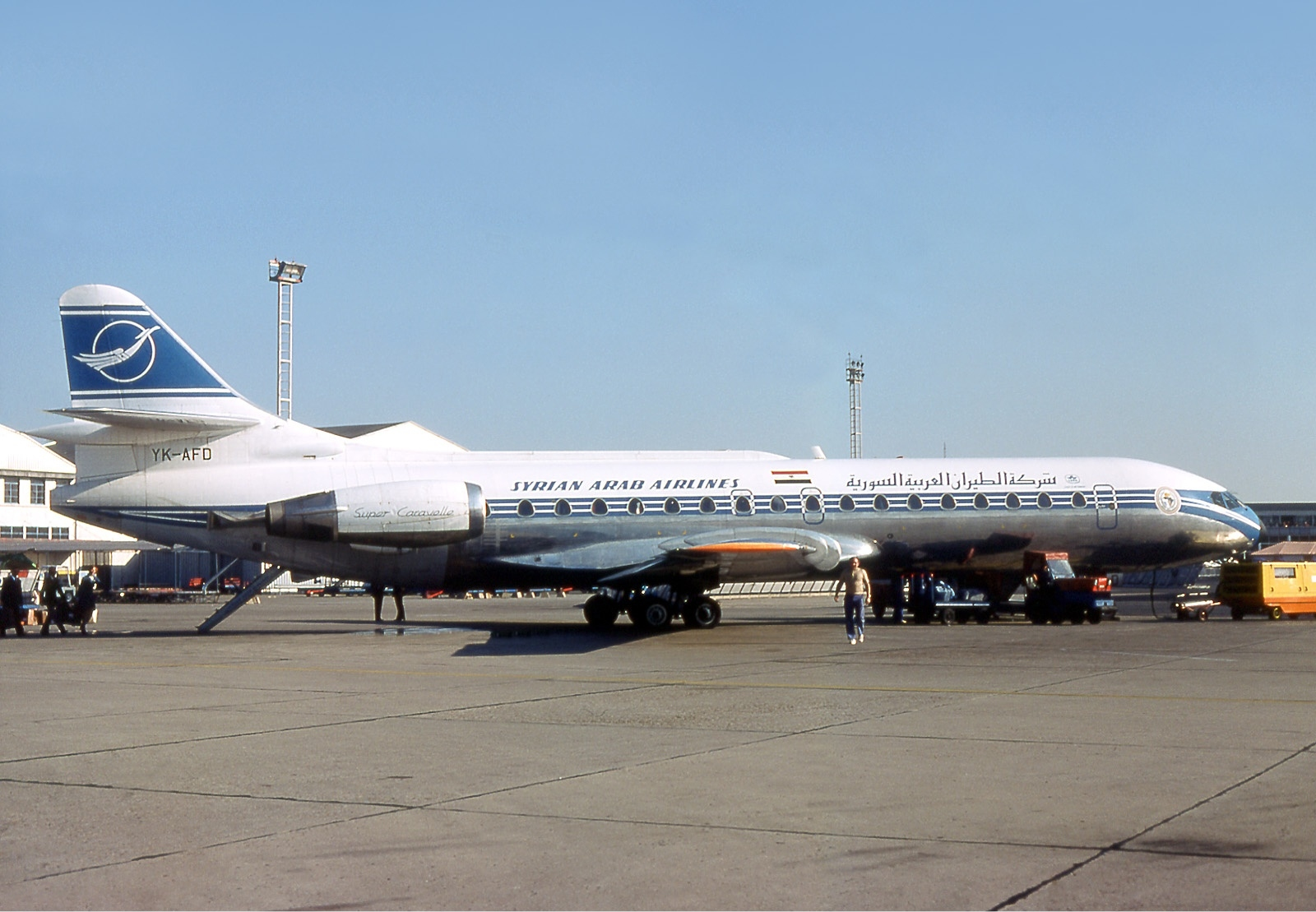

## Заказы
Кабинет министров Сирии одобрил контракт, по которому национальный авиаперевозчик Syrian Air приобретет 10 гражданских самолетов Ан-148.

## Галерея

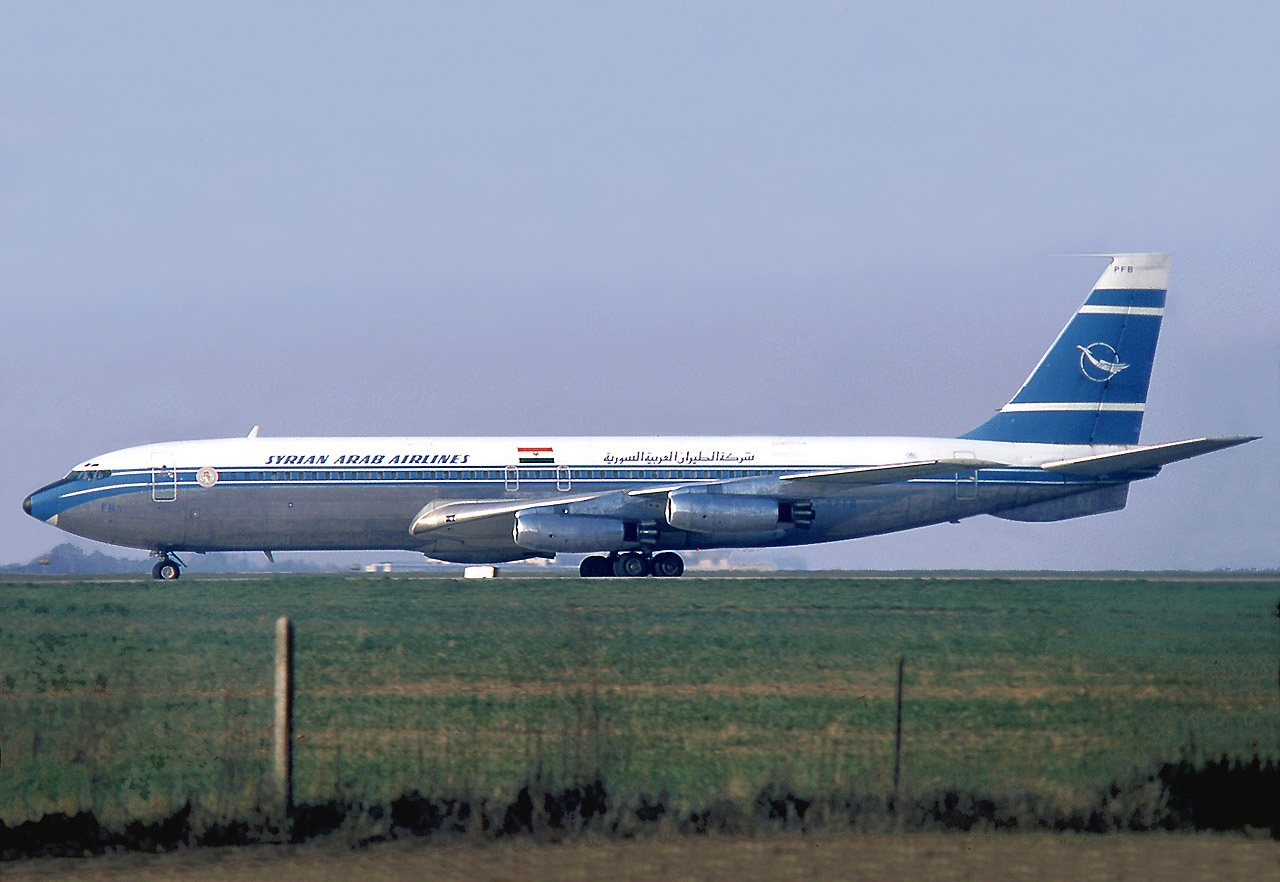
Boeing 707-400
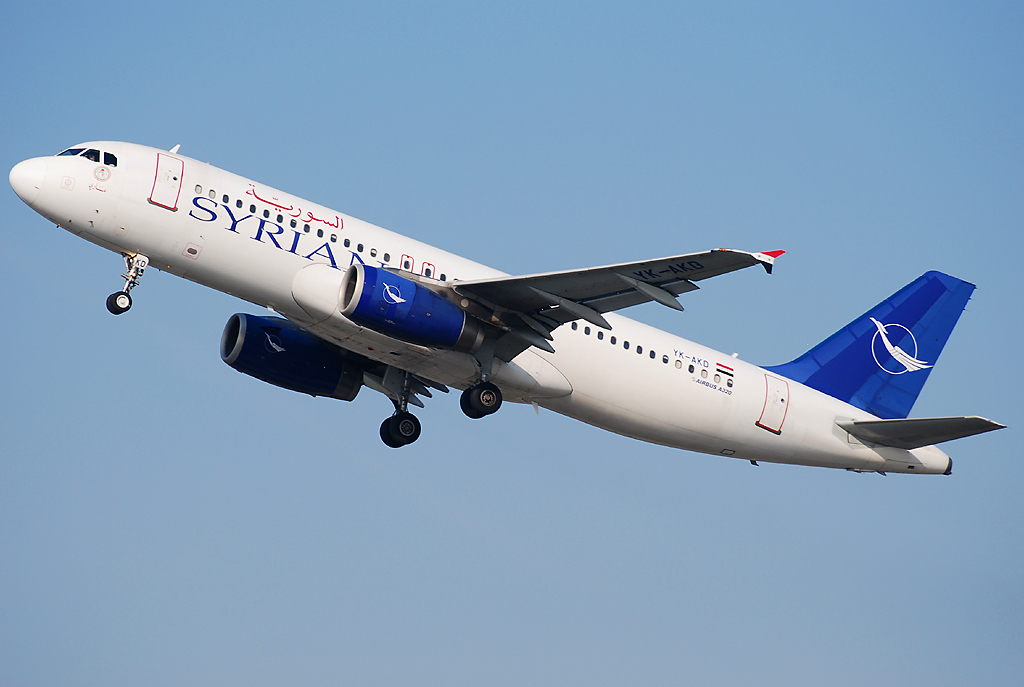
Airbus A320 в аэропорту Вены
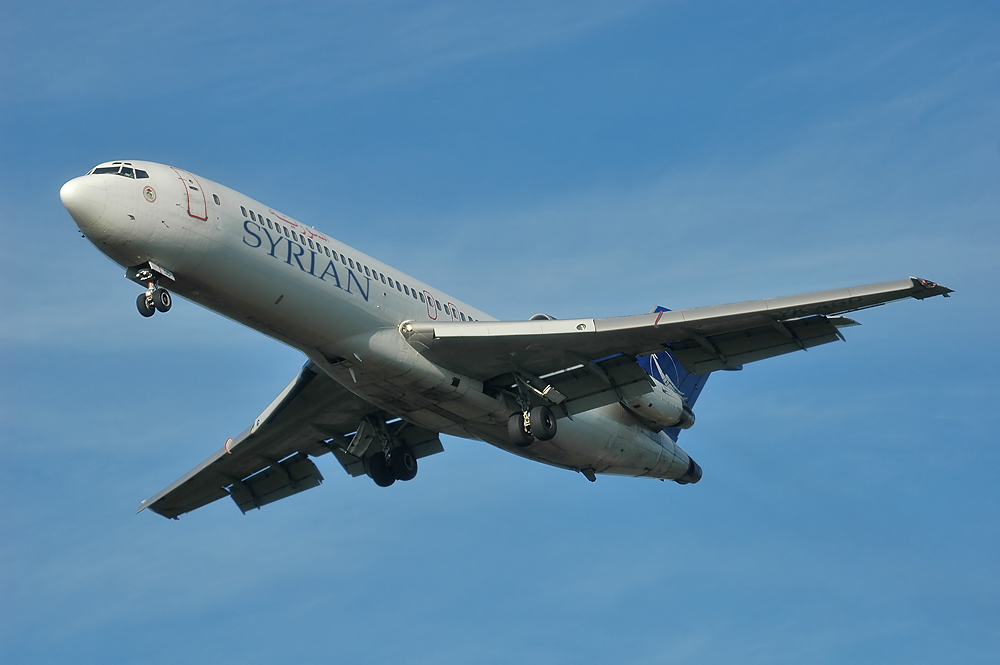
Boeing 727
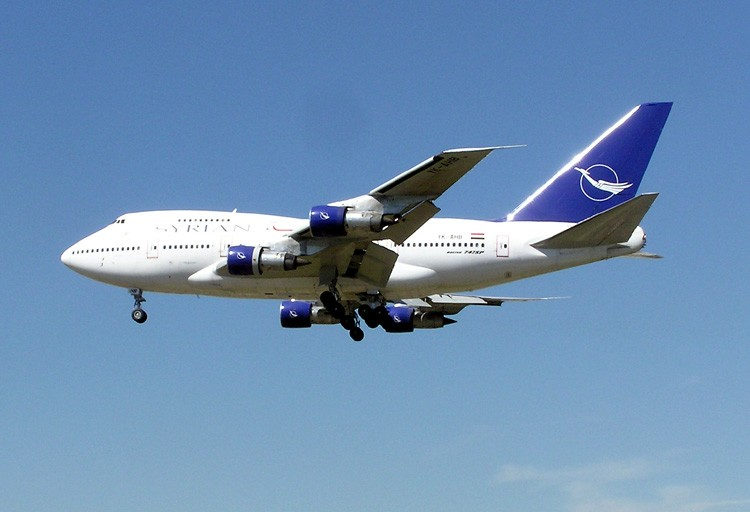
Boeing 747SP